# Fronte Sociale Nazionale
Het logo van deze partij vindt u hier →Logo
Fronte Sociale Nazionale (Nederlands: Sociaal Nationaal Front) is een Italiaanse extreemrechtse en neofascistische partij. De partij werd in 1997 gevormd als afscheiding van de Fiamma Tricolore. Later sloten zich andere extreemrechtse groepen bij het Fronte Sociale Nazionale.
Fronte Sociale Nazionale is fel antikapitalistisch en anticommunistisch en streeft naar een autoritaire, rechts corporatieve staat. Volgens haar beginselprogramma wil de partij haar doelen bereiken via parlementaire weg. De leider is Adriano Tilgher, die van 1982 tot 1987 in de gevangenis zat omdat hij van plan was de fascistische partij nieuw leven in te blazen.
Sinds 2004 maakt het Fronte Sociale Nazionale deel uit van het door Alessandra Mussolini geleide Alternativa Sociale. De partij heeft één afgevaardigde in het Europees Parlement.